# エースコンバット
『エースコンバット』（ACE COMBAT、通称エースコンバット1）は、ナムコ（後のバンダイナムコエンターテインメント）より発売された、PlayStation用フライトシューティングゲーム。エースコンバットシリーズ第1作。携帯電話アプリ版も配信されている。

## 概要
PlayStation用ソフト初のフライトシューティングゲームである。
本作品の正式タイトルは『エースコンバット』（ACE COMBAT）であるが、他のエースコンバットシリーズと区別するために便宜上『エースコンバット1』と呼ばれることもある。本作では初期エースコンバットを特徴付けるフェニックスマークが初採用され、機体テクスチャにも同系統の彩色が大々的に採用されている。
本作はSYSTEM SUPER22でリリースされたアーケードゲーム『エアーコンバット22』（1995年3月）の移植の企画がきっかけとなり作られた経緯を持つ（海外版は名前も『Air Combat』となっている）。ただし、原作の忠実な移植を目指す、いわゆる「アーケード移植」にはなっておらず、フライトシューティングとしての基本は『エアーコンバット22』に倣いつつ、大枠のシステムはコンシューマー向けにデザインされたものになっている。SYSTEM SUPER22と比較した場合のPlayStationの性能の制約と発展途上の開発ノウハウにより、グラフィックは大幅にダウングレードされている。
対応デバイスは標準コントローラー（初期型）およびネジコン。DUALSHOCKはデジタルモードのみ操作可能となっている。
本作にはメインとなるソロプレイ用の「1P GAME」と、対人戦用の「2P GAME」の2つのモードが存在する。
1P GAMEでは、プレイヤーは傭兵部隊の隊長としてミッションを遂行し、敵テロリスト集団の殲滅を目指す。難易度は3段階、ミッションの数は17、プレイヤーの搭乗機体は16種類用意されている。
2P GAMEでは画面を左右に分割し、プレイヤー同士でドッグファイトを行うことができる。
本作は、プレイステーション本体の発売から8ヶ月弱という比較的早い時期に発売されたため、開発ノウハウの蓄積に乏しく、後のシリーズ作品と比べると、映像表現やプレイアビリティーの面で劣る部分が多い。しかし、その粗削りさ故のシビアなバランスは、他の作品では味わうことのできない緊張感を生み出し、本作の個性ともなっている。ストレンジリアルの世界ではないが、本作から既に架空の巨大兵器が存在している。
家庭用フライトシューティングゲームの土台となった作品でもあり、ミッションの多様性や虚実織り交ぜた作風等、シリーズの方向性に大きな影響を与えている。本作以降、他社でもフライト関連のゲームシリーズが立ち上がっている。

## システム

### 基本システム
操縦方法の選択
タイトル画面のOPTIONモードから、2種類の操作方法（NOVICE / EXPERT）を選択することができる。また、上下操作の入れ替えも可能。これらは新規ユーザーに対して間口を拡げる重要な要素であり、同様のシステムがほぼ全てのシリーズ作品で採用されている（一部例外あり）。
- NOVICE

ゲーム的に簡易化された操作方法。右に入力すると、機体を右に傾けつつ右へ旋回する（左も同様）。機体の左右の傾きを自動的に水平に戻す補正が働くので、操作ミスによる墜落が起きにくくなっている。ラダー操作が省略されたエアーコンバットシリーズの操作方法に近いが、本作ではより強く補正がかかるようになっている。
- EXPERT

実際の航空機に近い操作方法。右に入力すると、機体は右翼を下げる方向にロールする。その状態で、機首上げ操作を行うことで右へ旋回する（左も同様）。機体の水平化補正は無い。またL2・R2ボタン（ネジコンでは十字キー左右）にヨーイングが割り当てられ、より自由な飛行が可能となっている。
また、十字キーとスタート以外のボタンに自由に機能を割り振ることもできる。
視点切替
HUD視点と後方視点を随時切替可能。ただし後方視点では、速度・高度・燃料・索敵レーダー他、多くの情報が非表示となる。
レーダー
近距離の「索敵レーダー」及び、1P GAMEでは広域の「地上マップ」を併用し、敵機やターゲットを捕捉する。
索敵レーダーは最も近い敵機に合わせて縮尺率が3段階（Long・Mid・Short）に変化し、敵機は赤、地上標的は黄、僚機は白の点で示される。本作では索敵レーダーにミサイルが表示されないため、回避行動は勘に頼ることになる。
地上マップはミッションエリア全体の約1/4が表示され、ターゲットは赤い点、僚機は白い点滅で示される。ターゲット以外の敵は表示されない。
敵機への誘導
索敵レーダー内の最も近い敵が画面外にいる場合、赤い三角形（矢印ディジグネータ）で、その方向が示される。視界を操作できない本作（および『エースコンバット2』）では特に重要な機能である。
機体ダメージ
機体のコンディションは数値ではなく色で表される。ダメージの蓄積に応じて、白→黄→赤と変化。大破寸前では点滅表示になる。
機体のバリエーション
搭乗可能機体は全16種類。それぞれ性能が異なり、5つのパラメーター（攻撃力・耐久力・機動力・安定性・出力）で表わされる。
パラメーター関連要素と売買コスト以外、全機種一律に設定されている要素が多い。
武装搭載量：1P GAMEではミサイル65発、機銃9999発。2P GAMEは弾数無制限。
ロックオン距離：1018ｍ以内。1024m以上でロックが外れる（機銃の最大射程は457m）。
最高速度：2375km/h。峡谷ミッションでは775km/hで固定され、加減速不可。
燃料：1P GAMEではミッション毎に固定。2P GAMEでは制限なし。

### 1P GAME
本作のメインモード。オペレーションマップからミッションポイントを選択→使用する機体・僚機を選択→ミッション攻略→報酬としてクレジットを獲得→機体の売買により、より強力な機体を獲得→次のミッションに挑む…というのが基本的な流れとなっている。
難易度選択
ゲーム開始時、プレイヤーの技量に合わせ、以下の3段階から選択可能。
- EASY

初心者向け。最初から4000000クレジットを所持している。所持機体は3機（F-4・F-14・MiG-29）で、購入候補の機体も2機（MiG-31・F/A-18）ラインナップ済み。地形に接触しても一定ダメージを受けるだけで済む（角度が深いと連続でダメージを受ける）。機体の耐久値は最も高く設定されている。
- NORMAL

中級者向け。クレジット0からスタート。所持機体は2機（F-4・F-14）で、購入候補は無し。地形への接触は角度が浅くても即墜落となる。機体の耐久値はEASYの2/3。一部ミッションではEASYより多くの、もしくは強力な敵が出現する。
- HARD

上級者向け。所持機体はF-4のみで、機体の耐久値はEASYの1/3。一部ミッションではNORMALより多くの、もしくは強力な敵が出現する。その他の要素はNORMALに準ずる。
ミッション選択
オペレーションマップ左下の本拠地から、ラインで繋がれたポイントを選び出撃する。ミッションをクリアすると、隣接するポイントにライン（制空権を表す）が伸びていく。制空権を拡げ、マップのどこかにあるテロリスト集団の本拠地を叩くのが最終目標となっている。一部のミッションは攻略しなくてもエンディングに到達できる。
マップ画面からミッションを任意に選択し、ゲームを進めていく仕様は、『エースコンバットX』にて、大幅に進化を遂げた「Strategic AI System（ストラテジックエーアイシステム）」として採用されている。
クレジット
いわゆる「お金」。クレジットは機体の購入や僚機の雇用に使われる。ミッション報酬や、所持機体の売却で獲得できる。ミッション報酬は、「成功報酬＋撃墜報酬－機体修理費」で算出される。本モードでは、残機制（下記）が採用されていることから、クレジットが生命線となっている。
残機制
1P GAMEでは、所持機体を残機（プレイヤーストック）としている。特定のミッションをクリアすると購入候補のラインナップが増え、購入することで所持機体となる。残機の上限は8機。墜落・被撃墜・売却により失われ、全て失うとゲームオーバーとなる。売値は購入時の半額となり、売却した機体はラインナップから失われてしまうので、購入の時点から慎重さを求められる。
僚機選択
ミッションによっては僚機を雇用し、同行させることができる。同行できる僚機は1ミッションにつき1人までで、事前に「自機を護衛」、「敵機を攻撃」等の指示を与えることができる。僚機は機種・パイロット名・技量（LEVEL）・雇い賃（WAGES）が設定されており、雇い賃は技量の高さに応じて高額となる。特定のミッションをクリアすると雇用可能なメンバーが増えていく（最大16人）。ミッション中に撃墜された僚機は、以降その周回中は登場しなくなる。
制限時間
HUD画面左上のバーグラフメーターがミッションの制限時間を表す「タイマー」となっている。時間はミッション毎に決められており、搭乗機種による差異はない。設定上「燃料計」となっているが、時間経過でのみ減少する仕様で、本来燃料を大量消費するアフターバーナーの使用も影響しない。
ゲームクリア特典
ゲームクリア時の状況に応じて3段階の特典が設けられている。エンディング後、タイトル画面の右上に表示される「OMAKE(・・・)」の、括弧内の三桁の数字で判別できる。段階的にハードルを取り払い、次周のプレイを促す仕様となっている。
- OMAKE(010)：最初から全ての機体を所持。かつ撃墜されても機体が失われない。

条件は、「難易度EASYの全ミッションを攻略し、エンディングを見る。」
もしくは「難易度NORMALで未攻略ミッションがある状態でエンディングを見る。」
- OMAKE(110)：上記特典に加え、全ての僚機が揃い、かつ撃墜されても失われない。

条件は、「難易度NORMALの全ミッションを攻略し、エンディングを見る。」
- OMAKE(111)：上記特典に加え、僚機の雇い賃が0になり、全ミッションを何度でも自由にプレイできるようになる。

条件は、「難易度HARDでエンディングを見る。」
セーブ・ロード
オペレーションマップ、またはタイトル画面のOPTIONモードから、進行状況のセーブ・ロードが行える。必要ブロック数は1で、メモリーカード1枚に1データのみ作成可能。1データにつき8箇所までセーブできる。

### 2P GAME
左右に分割した画面でプレイヤー同士がドッグファイトを行う。 機体は1P GAMEの進行度に関わらず、全16機種から選択可能。耐久力（3段階）とスタート位置を任意に設定できる。
耐久力
- ☆☆☆：1P GAMEのEASYに相当する仕様。耐久力は最大で、地形に接触してもダメージで済む。
- ☆☆：1P GAMEのNORMALに相当。耐久力は☆☆☆の3/2。地形接触は即墜落となる。
- ☆：1P GAMEのHARDに相当。耐久力は☆☆☆の3/1。地形接触は即墜落となる。

スタート位置
- 正面：1Pと2Pが向かい合った状態でスタートする。
- 1P前：2Pが1Pのバックを取った状態からスタート。ハンデ戦となる。
- 2P前：1P前の逆。
- ランダム：上記3つの状態からランダムに選択される。

時間は無制限で、ミサイル・機銃も弾数制限なし。レーダーは索敵レーダーのみとなっている。エリアは崖で囲まれており、直線的に逃げ続けることはできない。両機が同時に大破した場合はDRAWとなる。決着後は機体選択画面に戻る。

## その他の特徴
- 所持機体のカラーリングが派手。エンブレムにもなっているフェニックス（不死鳥、火の鳥）を連想させる赤いファイアーパターンは、バイクのカラーリングがモチーフとなっている[3]。
- 機体の操作感覚は比較的慣性が強めで重い。
- C-5輸送機など大型機との接触判定なし（ミッション17の巨大空中要塞は接触判定あり）。
- 地上物の目標コンテナ表示が一律「GND」で、接近するまで種類（ミサイル[注釈 7]・機銃[注釈 8]・その他）を判別できない。
- ミサイルの誘導は強め。索敵レーダーに表示されない仕様と合わせて、難易度上昇の要因となっている。
- 艦船の武装（ミサイル・機銃）は、艦船本体が破壊された後も攻撃を継続する。
- ミッションエリアの外周はいわゆる「見えない壁」になっており、作戦空域を離脱することはできない。
- ミッション中のリトライは不可。機体や僚機を誤選択した場合は、プレイを継続するかセーブした地点からやり直すかの二択。
- 『エースコンバット2』とシステム上の共通点が多い（複数ある僚機(名前有り)の選択・燃料ゲージの存在、レーダー手が担当する無線、縦書きの台詞など[注釈 9]）。またタイトルロゴのフェニックスマークも本作と『エースコンバット2』のみである。
- 本作では峡谷を抜けるステージが存在するが、これは狭所を抜ける要素として以降の作品にも受け継がれている。また空中要塞のような巨大な架空兵器の登場も恒例となった。
- 機体のカラーリングの変更や、ロード中のミニゲームなど、裏技的仕様が多い。

技術的問題に起因すると思われる要素
- 機体の各動作（フラップ等の翼面動作やエアブレーキ、F-14・TNDF-2の可変翼、F-22の推力偏向ノズルなど）は描写されない。
- ミサイルの排煙は帯状になっておらず、煙のパーツを連続で表示して航跡を描いている（セガ『アフターバーナー』（1987年）の表現方法に近い）[注釈 10]。
- 索敵レーダーの情報が少ない。ミサイル・敵機の高度・ミッションターゲット・ロックオン中の目標などが非表示、もしくは判別不能である。
- HUD視点と比べて、後方視点の情報が少ないのは後継作でも同様だが、高度計・速度計・燃料計（制限時間）・索敵レーダーが表示されないのは本作のみである。
- 地表や海面の描画にポリゴンを使わず背景色で代替しているため、距離（高度）を直感的に把握しにくく、プレイに支障をきたしがちである。
- 地形の描画範囲が狭く、空気遠近法も使われていないため、何もない空間から唐突に地形が出現する不自然な場面が散見される。
- ロード（CDの読み込み）時間が比較的長い。ミッション開始時に約15秒、ミッション終了後に約10秒の待ち時間が発生する[注釈 11]。

## ストーリー
某国で軍の一部を巻き込んだテロリスト集団による軍事クーデターが発生し、軍上層部は主人公（＝プレイヤー）を隊長にした傭兵部隊の出撃を決定した。
舞台についてはいくつか地域が明言されているが、大陸については明言されていない世界であり、後に設定された架空世界「Strangereal（ストレンジリアル）」にも含まれていない。

### 登場する地域
- ドネットシティ（DONET CITY）

MISSION 04にて、夜襲作戦の舞台となる沿岸都市。エリア南部の港湾地域に流通コンピューターセンター、エリア中央の都市部に敵司令部ビルが存在する。都市部のビル群には多様な屋上看板が掲げられ、夜景を彩っている。
- ノウイコット湾（NOUIKOTT BAY）

湾内にMISSION 09の攻撃目標となる軍港島（NAVY ISLAND）がある。島の両端に製油所と港湾施設があり、両者をパイプで繋ぐために島中央の丘陵（標高300m強）がU字谷状に削り取られ、直線的に平地化されている。港湾施設では3基のハンマーヘッドクレーンが稼働している。
- スコーピオンアイランド（SCORPION ISLAND）

大小7つの島が南北に並び、南端の島にある空港基地周辺が要塞化されている。島は堤防状の海中道路で繋がれているが、要塞島の手前のみ巨大な吊橋が渡されている。MISSION 15の舞台であり、CDジャケットやデモムービーにもランドマークとして赤い吊橋が登場している。

## 部隊

### フェニックス隊
統合軍がクーデター軍制圧のために雇った傭兵部隊。プレイヤーのコールサインは「フェニックス1」。
機体色は白地に機体中央と尾翼の端に青のライン、主翼に赤い炎のような形のペイント、垂直尾翼にフェニックスのエンブレムという、まるでアクロバット部隊のような派手なカラーリングで統一されているが、裏技を使用する事で敵側と同じ落ち着いた配色にすることもできる。
尚、リッジレーサー3Dではフェニックス部隊をモデルとしたカラーリングデザインのマシンが登場しており、ウイングの横部分にフェニックスのマークがつけられている。

※ゲーム内および取扱説明書に「統合軍」、「フェニックス隊」、「フェニックス1」の名称は登場しない。

## 兵器
選択できる自機は全16機種。『2』以降は架空の戦闘機が恒例となったが、本作では全て実在する機体である。エアーコンバットではグラフィックが変化するだけで性能は同じだったが、本作では機体ごとに飛行特性が異なり、これも『2』以降に受け継がれている。
ジャケットに描かれた戦闘機はF-22（機体上面にエアブレーキが存在するYF-22A）

### 空中要塞
クーデター軍が開発していた空中要塞。名称こそ「要塞」となっているが、実際は4発のメインエンジンで飛行する巨大な航空機と言える。多くの火器が搭載されており、ある程度の航空機運用能力と空中司令部としての能力を持つ。
メインエンジンと中枢部以外の各武装は再生能力があり、破壊後一定時間で復活する。また、本体及び破壊後に脱落するメインエンジンにも接触判定があるので、注意が必要である。

## 携帯電話アプリ版
携帯電話アプリ版は2バージョンあり、2008年3月まで配信されたものは戦闘機の名前が架空機になっており、ステージの追加ダウンロードが可能になっていた。3月以降配信された1.1では戦闘機の名前が実名に変更され、また、追加ダウンロードの必要が無くなりステージのダウンロード機能は削除された。

## 収録機体
プレイアブル機は16種。一部機種はゲーム向けの略称が使用されている。
- A-10
- F-4
- F-14
- F-15
- F-16
- F/A-18
- F-117
- F-22
- YF-23
- SU-27
- MIG-29
- MIG-31
- SF-39
- R-C01
- EF-2000
- TND-F2